# Счастливое число Слевина
«Счастливое число Слевина» (англ. Lucky Number Slevin) — американский криминальный триллер режиссёра Пола Макгигана, снятый по сценарию Джейсона Смиловича. В главных ролях снялись Джош Хартнетт и Брюс Уиллис. Премьера фильма состоялась в январе 2006 года на кинофестивале «Санденс». Премьера на российском телевидении состоялась 28 июля 2006 года на НТВ-Плюс Премьера.

## Сюжет
В начале фильма в зале ожидания автобусного вокзала показана встреча двух людей: Доброго Кота и неизвестного парня. Добрый Кот рассказывает парню, что однажды, в 1979 году в Нью-Йорке, перед началом очередных скачек на ипподроме Акведук, по городу прошёл слух о том, что седьмая лошадь в девятом забеге была накачана химией. Простой парень по имени Макс, узнав это, решает поставить на эту лошадь. Вместе с юным сыном втайне от жены он уехал на ипподром, где оставил мальчика в машине, а сам ушёл в букмекерскую контору. Однако во время скачек лошадь пала прямо перед финишем. Макс вернулся на парковку, но не нашёл машину. Его похитили и пытали. Всё дело в том, что Макс играл на ипподроме, принадлежащем местной мафии, и теперь должен был ей огромные деньги. Рассказ окончился тем, что всю его семью убили (жену, когда она была на кухне, застрелили из обреза; сын был убит где-то за городом), а его самого задушили, надев на его голову пластиковый пакет. Далее Добрый Кот убивает незнакомца и прячет его тело в грузовике.
Молодой парень по имени Слевин Келевра прилетает в Нью-Йорк, чтобы пожить в квартире своего друга — Ника Фишера, поскольку в своём городе он лишается работы, дома и девушки. Неожиданно по прилёте, сразу у выхода из аэропорта, его грабят — отнимают бумажник, сломав при этом нос. В квартире Ника не оказывается, но вскоре Слевин встречает Линдси — его соседку, которая предполагает, что Ника похитили. Она решает начать расследование.
Затем в квартиру приходят двое темнокожих незнакомцев. Они забирают Слевина с собой, принимая его за Ника (поскольку тот не может доказать обратное без документов). Его привозят к башне Босса, где Слевин узнаёт, что Ник должен Боссу 96 тысяч долларов. Босс также считает, что Слевин — это Ник, поскольку он никогда не видел Фишера в лицо. Слевин понимает, что ему не удастся убедить Босса, и говорит, что не может оплатить долг. Босс решает поручить ему убийство некоего Ицхака по кличке Голубок. Ицхак является сыном Раввина — врага Босса. Он считает, что именно Раввин стоит за убийством сына Босса.
Позже к Слевину приходят очередные незнакомцы — на этот раз одетые в еврейские традиционные одежды. Они тоже забирают его с собой. Слевин едет к соседнему с башней Босса дому Раввина. Ему говорят, что раньше Босс и Раввин были лучшими друзьями, но затем, после попытки убить друг друга, стали злейшими врагами. В кабинете Раввина Слевин узнаёт, что Ник должен Раввину 33 тысячи долларов.
Возвратившись домой, он снова встречает Линдси. Она говорит, что видела в отеле некоего Мистера Смита — человека, который звонил Нику накануне его похищения. Линдси, сняв Мистера Смита на свой сотовый телефон, показывает фото Слевину, однако тот говорит, что не знает его. Линдси заявляет, что она — работник морга, и подозревает, что Ник нарочно всё это подстроил, чтобы Босс и Раввин расправились со Слевином.
На следующий день Слевин за партией шахмат обсуждает с Боссом план, по которому он убьёт Ицхака. Босс даёт Слевину три дня на исполнение заказа. Впоследствии мы узнаём, что Босс просто-напросто передаёт инструкции от своего нанимателя — Доброго Кота. Кот намеревается убить Слевина и Ицхака, тем самым создав видимость двойного самоубийства.
Позже Слевина задерживают детективы, один из которых представляется как детектив Бриковски. Они допрашивают Слевина, но, не получив от него удовлетворительных ответов, отпускают его, говоря, что он и так обречён.
Вечером Слевин приходит к Ицхаку домой. С сомнениями на лице он всё же ранит Ицхака из пистолета с глушителем. Неожиданно позади него Добрый Кот взводит курок и стреляет в Ицхака, добивая его. Затем он нажимает сигнал тревожного вызова для телохранителей Ицхака и убивает их из двух пистолетов с глушителями. Слевин кладёт тело настоящего Ника Фишера, который и оказывается той неизвестной личностью, убитой ранее Добрым Котом на автовокзале, рядом с телом Голубка, и вместе с Добрым Котом они уходят из дома, взрывая квартиру. Добрый Кот приходит к Боссу, расправляясь с его помощниками в лифте, пока Слевин приходит к Раввину, убив его охранников. Перед этим Добрый Кот стреляет в Линдси в морге, где вскрывают тела ранее убитых причастных к делу лиц (в альтернативной версии фильма это делает Слевин).
Босс и Раввин приходят в себя связанными на стоящих рядом стульях. Слевин рассказывает им свою историю. Он напоминает Боссу и Раввину про 1979 год, ипподром Акведук и седьмую лошадь в девятом забеге. Он вспоминает о молодом парне по имени Макс. После того, как тот проиграл деньги, Босс и Раввин расправились с ним и его женой, а для убийства сына наняли специалиста, поскольку никто другой за это не брался — им был Добрый Кот. Тем не менее Кот пожалел ребёнка и забрал его с собой. Слевин оказывается тем самым ребёнком, решившим отомстить за убийство родителей. Он надевает на головы обоих пластиковые пакеты, приклеивая их к шее скотчем, и уходит, оставляя их умирать от удушья, как те поступили с его отцом. После этого детектив Бриковски разговаривает в машине по телефону со своим напарником. Тот рассказывает ему про 1979 год и про семью Макса, также он говорит, что заметил странность в имени Слевина, ведь седьмая лошадь в девятом забеге носила имя «Счастливое число Слевина», а «Келевра» в переводе с иврита означает «Злобный Пёс». В этот момент Слевин стреляет в голову детектива, поднимаясь с заднего сиденья. Оказывается, в 1979 году детектив работал на Босса и Раввина, и именно он застрелил мать Слевина из дробовика.
Далее мы узнаём, что Линдси не умерла от выстрелов Доброго Кота в морге, поскольку, будучи предупреждённым о будущем покушении на неё, Слевин рассказывает ей правду и просит довериться ему. Она надевает на работу бронежилет, на груди которого приклеены пакеты с кровью.
После этого Слевин и Линдси встречаются в зале ожидания автовокзала. Там же появляется Добрый Кот, который обо всём догадался. Он отдаёт Слевину часы его отца, после чего они расходятся. Фильм завершается песней «Kansas City Shuffle».

## В ролях
| Актёр             | Роль               |
| ----------------- | ------------------ |
| Джош Хартнетт     | Слевин             |
| Брюс Уиллис       | Добрый Кот         |
| Люси Лью          | Линдси             |
| Морган Фриман     | «Босс»             |
| Бен Кингсли       | «Раввин»           |
| Стэнли Туччи      | детектив Бриковски |
| Диего Клаттенхофф | Джинджер           |
| Сэм Джагер        | Ник Фишер          |

| Актёр              | Роль                 |
| ------------------ | -------------------- |
| Майкелти Уильямсон | Шло                  |
| Дэнни Айелло       | Род                  |
| Кори Столл         | Сол                  |
| Дмитрий Чеповецкий | второй телохранитель |
| Роберт Форстер     | Мёрфи                |
| Питер Аутербридж   | детектив Дамбровски  |
| Кевин Чемберлин    | Марти                |
| Дориан Миссик      | Элвис                |

## Прокат
Премьера в широком прокате состоялась 24 февраля 2006 года в Великобритании, в открывающий уикенд фильм собрал 1 874 324 долларов США. В США фильм в первые выходные собрал $7 031 921. Всего по миру фильм собрал $56 308 881.

## Приём

### Критика
На сайте-агрегаторе рецензий Rotten Tomatoes 52% из 154 рецензий критиков положительные, со средней оценкой 5,9 из 10. По мнению критиков, «пытаясь быть остроумным в духе „Криминального чтива“, фильм тонет в запутанном сюжете, чрезмерно стилизованных персонажах и головокружительных декорациях». На Metacritic фильм получил средневзвешенный балл 53 из 100 по мнению 36 критиков, что, по мнению агрегатора, свидетельствует о «смешанных или средних отзывах».

### Награды и номинации
| Награда                               | Категория                                     | Номинант                   | Результат |
| ------------------------------------- | --------------------------------------------- | -------------------------- | --------- |
| Directors Guild of Canada Craft Award | Лучший звуковой монтаж — художественный фильм | «Счастливое число Слевина» | Номинация |
| Milan International Film Festival     | Лучший фильм                                  | Пол Макгиган               | Победа    |
| Milan International Film Festival     | Лучшая мужская роль                           | Джош Хартнетт              | Победа    |

## Цензура
23 ноября 2023 года стало известно, что в России «Кинопоиск» запикал слова «голубок» и «гомосексуалист» в американском триллере. На это обратил внимание журналист Дамир Камалетдинов, поделившись видеозаписью на своей странице в Твиттере. Цензуре подверглась сцена, в которой Слевин (Джош Хартнетт) и Босс (Морган Фримен) говорят о мужчине по прозвищу Fairy — в английском слэнге это слово используется для уничижительного обозначения гея. По сообщениям представителей платформы «Кинопоиск», правообладатель фильма «Счастливое число Слевина» решил убрать слово «голубок» из картины.